# Donya Dadrasan
 (janvier 2025).
 (janvier 2025).
La mise en forme du texte ne suit pas les recommandations de Wikipédia : il faut le « wikifier ».
Les points d'amélioration suivants sont les cas les plus fréquents. Le détail des points à revoir est peut-être précisé sur la page de discussion.
- Les titres sont pré-formatés par le logiciel. Ils ne sont ni en capitales, ni en gras.
- Le texte ne doit pas être écrit en capitales (les noms de famille non plus), ni en gras, ni en italique, ni en « petit »…
- Le gras n'est utilisé que pour surligner le titre de l'article dans l'introduction, une seule fois.
- L'italique est rarement utilisé : mots en langue étrangère, titres d'œuvres, noms de bateaux, etc.
- Les citations ne sont pas en italique mais en corps de texte normal. Elles sont entourées par des guillemets français : « et ».
- Les listes à puces sont à éviter, des paragraphes rédigés étant largement préférés. Les tableaux sont à réserver à la présentation de données structurées (résultats, etc.).
- Les appels de note de bas de page (petits chiffres en exposant, introduits par l'outil «  Source ») sont à placer entre la fin de phrase et le point final[comme ça].
- Les liens internes (vers d'autres articles de Wikipédia) sont à choisir avec parcimonie. Créez des liens vers des articles approfondissant le sujet. Les termes génériques sans rapport avec le sujet sont à éviter, ainsi que les répétitions de liens vers un même terme.
- Les liens externes sont à placer uniquement dans une section « Liens externes », à la fin de l'article. Ces liens sont à choisir avec parcimonie suivant les règles définies. Si un lien sert de source à l'article, son insertion dans le texte est à faire par les notes de bas de page.
- La présentation des références doit suivre les conventions bibliographiques. Il est recommandé d'utiliser les modèles {{Ouvrage}}, {{Chapitre}}, {{Article}}, {{Lien web}} et/ou {{Bibliographie}}. Le mode d'édition visuel peut mettre en forme automatiquement les références.
- Insérer une infobox (cadre d'informations à droite) n'est pas obligatoire pour parachever la mise en page.

Pour une aide détaillée, merci de consulter Aide:Wikification.
Si vous pensez que ces points ont été résolus, vous pouvez retirer ce bandeau et améliorer la mise en forme d'un autre article.
 (février 2025).
Donya Dadrasan, née le 14 juillet 1998 à Téhéran, est une chanteuse australienne.

## Biographie
Enfant, elle a également joué dans le film White Line et a ensuite émigré en Malaisie et en Australie.
Dans les mêmes années, la carrière de Donya débute à l'Académie australienne et elle commence sa première carrière de chanteuse dans le groupe Senik. Sa première chanson chantée en Australie était avec le groupe Senik, qui s'appelait « Golden Dreams ». La deuxième chanson de Donya était un hymne pour l'équipe nationale, qui a attiré l'attention d'un certain nombre de chanteurs et de présentateurs iraniens, dont Sina Valiollah, Max Amini et le réseau Voice of America. Elle a quitté le groupe après 9 mois en raison de divergences d'opinion.

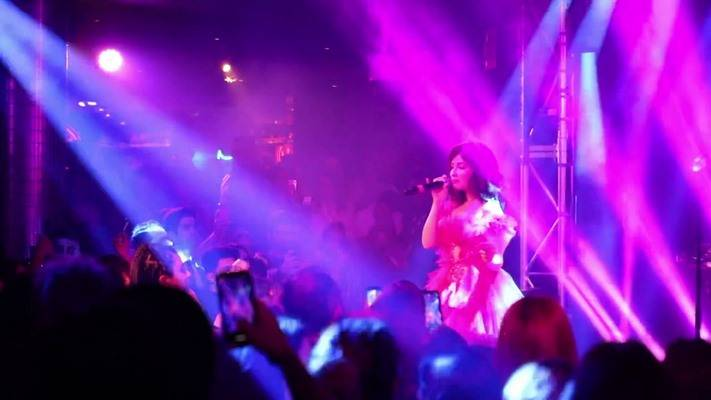
Concert de Donya à Los Angeles (2023)

Lors du soulèvement populaire de 1401 (2022 AH), Donya a coupé ses cheveux courts pour montrer sa solidarité et protester contre la répression du peuple et des manifestants en Iran et contre le meurtre de Mahsa Amini, qui a reçu une large couverture médiatique,.

## Discographie

### 1397 - Album «Donya»
| Number | Song Name             | Release Year | Album Cover |
| 1      | Nemidoonam Nemidoonam | 2018         |             |
| 2      | Donya                 | 2018         |             |
| 3      | Hasooda               | 2018         |             |
| 4      | Dargiri               | 2018         |             |
| 5      | Chamedoon             | 2018         |             |
| 6      | Koo Ta Biad           | 2018         |             |
| 7      | Shegerd               | 2018         |             |

| Nombre | Nom de la chanson      | Coopération            | Année de sortie | Couverture d'album |
| 1      | Homme de la messe      | Homme de la messe      | 2019            |                    |
| 2      | Siah Sefid             | Siah Sefid             | 2019            |                    |
| 3      | Daftaro Beband         | Daftaro Beband         | 2019            |                    |
| 4      | Radeau de Bara Hamishe | Radeau de Bara Hamishe | 2019            |                    |
| 5      | Che Hali Misham        | Humain                 | 2019            |                    |

### 2024 - oyfb (Oun Yek Fereshte Bood)
| Nombre | Nom de la chanson           | Collaboration               | Année de sortie | Couverture d'album |
| 1      | Monstre                     | Monstre                     | 2024            |                    |
| 2      | Homme de Shabihe            | Homme de Shabihe            | 2024            |                    |
| 3      | Namoondi Baram              | Sina Maffi                  | 2024            |                    |
| 4      | Roo Be Jelo                 | Roo Be Jelo                 | 2024            |                    |
| 5      | Toxique                     | Toxique                     | 2024            |                    |
| 6      | 20h                         | 20h                         | 2024            |                    |
| 7      | Trouver une fille (Anglais) | Trouver une fille (Anglais) | 2024            |                    |

### Singles et EP
| Nom de la chanson                      | Collaboration         | Année de sortie |
| -------------------------------------- | --------------------- | --------------- |
| Midooni Dooset Daram                   | Midooni Dooset Daram  | 2017            |
| Baron Ke Mibareh                       |                       | 2017            |
| Comme dans Shahr Boro                  | Comme dans Shahr Boro | 2018            |
| Badi Baram                             |                       | 2018            |
| Maghroor                               |                       | 2018            |
| Sedaha                                 | Jidal et Imamoon      | 2018            |
| Dardesar                               |                       | 2018            |
| Jaye Hamegi Khali                      |                       | 2018            |
| Radeau ferré Tamoom                    | Radeau ferré Tamoom   | 2019            |
| Tala                                   |                       | 2019            |
| Az In Shahr Boro 2                     |                       | 2019            |
| Azizam                                 |                       | 2019            |
| Par Hashieh                            | Anita                 | 2019            |
| Sheytoon                               |                       | 2019            |
| Zendegim                               | Zendegim              | 2020            |
| Ghasre Royaei                          |                       | 2020            |
| Boro Bargard                           | Boro Bargard          | 2021            |
| Homme Badam                            |                       | 2021            |
| Ghalb                                  |                       | 2021            |
| Dotay                                  | Kimia                 | 2021            |
| Pasho Ba Man Beraghs                   | Andy                  | 2022            |
| Aslan Natars                           |                       | 2022            |
| Sorkh                                  | L3                    | 2022            |
| Remix de chips                         | Parler bas            | 2023            |
| Baal                                   | Tamara                | 2023            |
| L'ambiance de Door Beshim est mauvaise |                       | 2023            |
| Emshab                                 |                       | 2023            |
| Kart Melli                             |                       | 2023            |
| Matrice (Français)                     | Matrice (Français)    | 2024            |
| Soyez un homme Az Eshsgh Begoo         |                       | 2024            |
| Faaze Ragh                             |                       | 2024            |

## TV Shows[Quoi ?]
| نام برنامه             | عنوان | شبکه       | سال پخش |
| ---------------------- | ----- | ---------- | ------- |
| Bazi Time              | Host  | MBC Persia | 2024    |
| Chand Shanbe With Sina | Guest | MBC Persia | 2024    |